# HK Vitebsk
Le HK Vitebsk est un club de hockey sur glace de Vitebsk en Biélorussie. Il évolue dans le Championnat de Biélorussie de hockey sur glace.

## Historique
Le club est créé en 1959.

## Palmarès
- Aucun trophée.